# Лауенен
Лауенен (нім. Lauenen) — громада  в Швейцарії в кантоні Берн, адміністративний округ Оберзімменталь-Заанен.

## Географія
Громада розташована на відстані близько 60 км на південь від Берна.
Лауенен має площу 58,5 км², з яких на 1,3% дозволяється будівництво (житлове та будівництво доріг), 38,2% використовуються в сільськогосподарських цілях, 24,8% зайнято лісами, 35,7% не є продуктивними (річки, льодовики або гори).

## Демографія
2019 року в громаді мешкало 823 особи (+2,6% порівняно з 2010 роком), іноземців було 12,2%. Густота населення становила 14 осіб/км².
За віковим діапазоном населення розподілялося таким чином: 21% — особи молодші 20 років, 57,5% — особи у віці 20—64 років, 21,5% — особи у віці 65 років та старші. Було 352 помешкань (у середньому 2,3 особи в помешканні).
Із загальної кількості 403 працюючих 162 було зайнятих в первинному секторі, 83 — в обробній промисловості, 158 — в галузі послуг.